# エドゥアルド・ソーサ
エドゥアルド・ホセ・ソーサ・ベガス（Eduardo José Sosa Vegas , 1996年6月20日 - ）は、ベネズエラ・バリナス州バリナス出身のプロサッカー選手。デポルテス・トリマ所属。ポジションは、ミッドフィールダー。

## 経歴
2013年10月にサモラFCでプロデビュー。5シーズン同チームでプレーし、59試合に出場し、8ゴールを記録した。
2018年1月9日、メジャーリーグサッカーのコロンバス・クルーへの移籍が発表された。